# قطعنامه ۲۶ شورای امنیت
قطعنامه  ۲۶ شورای امنیت سازمان ملل متحد که در تاریخ ۰۴ ژوئن ۱۹۴۷ تصویب شد، سندی بین‌المللی دربارهٔ قوانین موقت آئین دادرسی شورای امنیت است. این قطعنامه طی نشست ۱۳۸ام با ۱۱ موافق، ۰ مخالف و ۰ ممتنع تصویب شد.